# Marguerite Dilhan
Marguerite Dilhan, née le 17 septembre 1876 à Miélan dans le Gers et morte le 3 mars 1956 à Toulouse, est une avocate française. Lors de brillantes études à la faculté de droit de l'université de Toulouse Capitole, elle est, pendant la période de stage, Secrétaire de la Conférence. Puis, elle devient la première femme à ouvrir son propre cabinet et à avoir plaidé en cour d'assises, le 26 novembre 1903. 

## Biographie
Née en 1876 à Miélan (Gers), Julie Marguerite est la fille de Ferdinand et Antoinette Cécile Valérie Ponsan, qui se marient le 27 décembre 1875 à Sembouès. Elle a 16 ans lorsque son père décède et 18 ans à la mort de sa mère, laissant trois filles orphelines, dont Marguerite est l’ainée. Pour répondre à leurs besoins financiers, elle entreprend des études à la faculté de droit de l'université de Toulouse et obtient une licence de droit en 1902,. Élue présidente des Étudiantes de Toulouse, elle devient l'amie de Marthe Condat, première femme agrégée de médecine en France. Elle prête serment le 13 juillet 1903, à l'âge de 27 ans. Première avocate de France à avoir un cabinet et à exercer la profession, elle fait carrière pendant plus de cinquante ans.
Le décret Viviani du 1er décembre 1900 - un an après le procès des « étrangleuses de Toulouse » - avait permis aux femmes d'accéder à la profession d'avocate grâce au combat de Jeanne Chauvin. Marguerite Dilhan est la troisième femme à prêter serment après Olga Balachowski-Petit et Jeanne Chauvin, en décembre 1900. Maître Dilhan est la première avocate de France à avoir plaidé aux cour d'assises, dès novembre 1903, dans une affaire de meurtre. Cette première affaire est largement suivie par les journaux de l'époque qui commentent sa tenue et son physique, et rapportent qu'elle reçut les félicitations du président pour sa plaidoirie,,,,.
En 1904, elle défend en cour d'assises la féministe radicale Arria Ly, et obtient son acquittement,. Agathe Dyvrande-Thévenin l'invite d'être membre du « Groupement amical des Avocates de France », alors que les femmes n'avaient pas encore le droit de vote. Marguerite Dilhan sera élue sa vice-présidente. Elle plaide devant toutes les juridictions, y compris devant les Conseils de guerre pendant la Première Guerre mondiale. Elle est l'avocate de la communauté espagnole de Toulouse, nombreuse après la Retirada.
Elle est aussi fortement engagée dans les associations de bienfaisance. Ces deux parents morts de tuberculose, elle participe très tôt à la Ligue contre la tuberculose infantile. En coordination avec son amie Marthe Condat, elle lutte contre d'autres problèmes d'hygiène et de santé, dont un soutien à La Goutte de lait. En lien avec son activité d'avocat, elle est secrétaire de la Société de patronage des libérés par le travail. Elle adhère à l'association laïque l'École de la paix.
Catholique pratiquante, ces obsèques ont lieu le 6 mars 1956 en la basilique Saint-Sernin de Toulouse, en présence de nombreux membres du Barreau.

## Reconnaissance

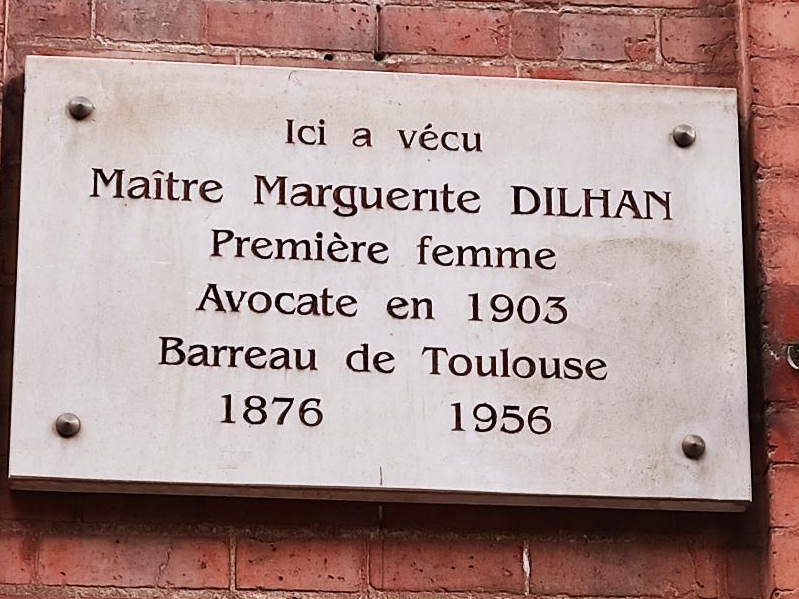
Plaque 2 bis rue Gatien-Arnoult (Toulouse), où elle habite et installe son cabinet à partir de 1909 et jusqu'à son décès.

Marguerite Dilhan reçoit la distinction de chevalier de la Légion d'honneur en 1933 et d'officier de la Légion d'honneur en 1949.
L'Université Toulouse Capitole lui rends hommage lors du mois de l'égalité en 2025. 
La ville de Toulouse a donné son nom à une rue et posé une plaque à l'adresse de son cabinet, au 2 bis rue Gatien-Arnoult.
Dans le Gers :
- une rue de Miélan, dans le lotissement Lagrange, porte son nom, par délibération du conseil municipal le 29 juin 2006.
- la commune de Saramon a choisi de donner le nom de Marguerite Dilhan à l'une de ses rues.